# ティーカー
ティーカー（パーリ語: ṭīkā）とは、上座部仏教において、パーリ語経典に対する注釈である「アッタカター」に次ぐ注釈文献のこと。「複注釈（書）」「復注釈（書）」などと訳される。